# Scherbenrundel

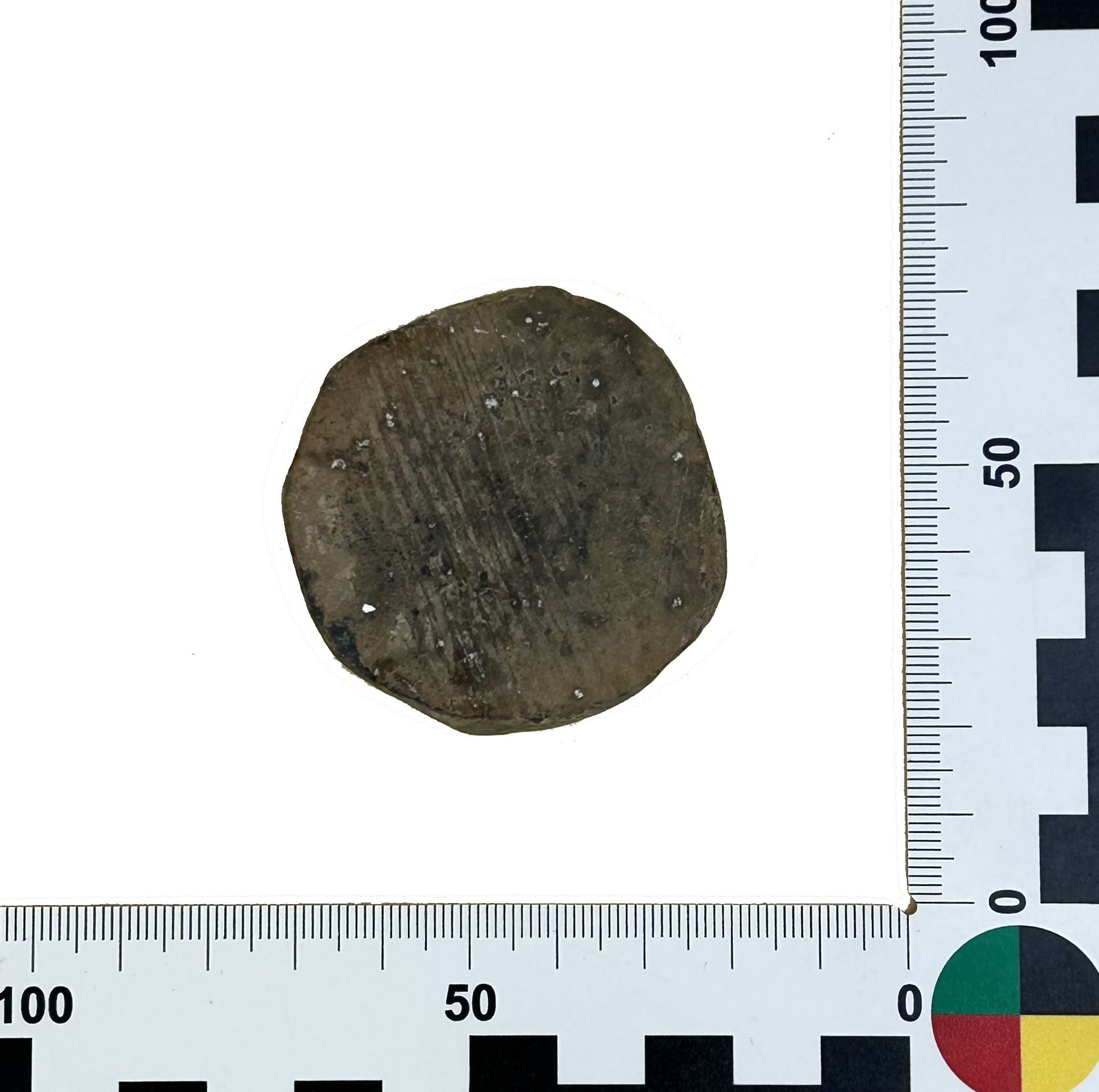
Spätlatènezeitliche Scherbenrundel

Scherbenrundel sind eine keramische Fundgattung in der Archäologie.
In der Antike wurden Scherbenrundeln aus zerbrochenen Tongefäßen hergestellt. Dabei wurden die Bruchkanten einer Scherbe so zugerichtet, dass sie eine kreisrunde Form erhielt. Die Fundstücke sind mal durchlocht und mal ohne Bohrung. Scherbenrundeln sind vermehrt aus latènezeitlichen archäologischen Fundstellen bekannt, kommen aber auch im römischen Kontext vor. Sie dienten als provisorisches Substitut für andere Gegenstände.
Die Deutungen reichen von Spielsteinen über Spinnwirtel oder Ersatzdeckel bis hin zur Verwendung als Amulett.